# Acacia erythrantha
Acacia erythrantha é uma espécie de leguminosa do gênero Acacia, pertencente à família Fabaceae.